# Stylidium applanatum
Stylidium applanatum är en tvåhjärtbladig växtart som beskrevs av Wege. Stylidium applanatum ingår i släktet Stylidium och familjen Stylidiaceae. Inga underarter finns listade i Catalogue of Life.